# 17-я ракетная бригада
17-я ракетная бригада (Войсковая часть 44093) — бригада, входившая в состав 31-й ракетной армии Ракетных войск стратегического назначения, дислоцировалась в г. Шадринске Курганской области.

## История
260-я запасная мотострелковая дивизия кадра (в/ч 31636)Сформирована 15 ноября 1964 года в г. Шадринске Курганской области, на базе 703-го отдельного ракетного полка, оставшегося после расформирования 18-й ракетной дивизии и передачи в состав 43-й гвардейской ракетной дивизии (г. Ромны Сумской области), в рамках операции «Анадырь», трёх из четырёх её ракетных полков.
В состав 703-го орп полка входили два стартовых дивизиона (один из них кадрированный), подразделения обеспечения и обслуживания. Личный состав полка занимался хозяйственными работами и изучал переходную ракету Р-2. Учебных пособий и техники не хватало. Приходилось самостоятельно изготавливать схемы, стенды, плакаты и другую учебно-материальную базу. К этому времени в Шадринск к месту постоянной дислокации прибыл 3-й дивизион с эшелоном комплекта техники Р-2. Силами полка были оборудованы стартовая и техническая позиции. Личный состав подразделений получил возможность проводить комплексные практические занятия. Обучением батарей активно занимались офицеры Новиков В. М., Беляков Н. Г., Савенок А. Б., Немцев Э. С..
В 1961 году приступили к теоретическому изучению ракеты Р-16. В изучении штатной техники отличились офицеры Лезин С. И., Томилин И. И., Сауткин Н. Г., Шумилов В. С., Гарусов Г. Н., Грачёв И. Т..
В 1961-1962 годах личный состав выезжал на полигон для стажировки и проведения учебно-боевых пусков ракет Р-2 и Р-16. Активно создавалась учебная база. Одновременно шло строительство боевых стартовых позиций (начальник УНР полковник Васюта В. И.), жилого городка ракетчиков (в границах улиц Свердлова, Карла Либкнехта, Февральская, Комсомольская, в ходе строительства домов была перегорожена улица Луначарского). В 1964 году 120 военно-строительным управлением была сдана пятиэтажная железобетонная школа № 4, в которой учились дети ракетчиков. Личный состав принимал участие в контроле за строительно-монтажными работами (майор Шварц В. А., капитаны Гительман Б. А., Колотвин И. М., Абрамченков Р. А.). 3 марта 1963 года заступил на боевое дежурство 3-й ракетный дивизион. 8 июля 1963 года 1-й дивизион заступил на боевое дежурство, 30 марта 1964 года – 2-й дивизион.  
Ракетные дивизионы 703 отдельного ракетного пола (командир подполковник Беляев Б. Н.) были развёрнуты в ракетные полки в марте 1964 года (командиры подполковники Петрунин А. Д., Салоутин И. Г., Адейшвили А. Ш.). В июле 1964 года на базе ракетного полка была создана ракетная бригада, ракетные дивизионы переформированы в ракетные полки. Первым командиром бригады назначен полковник Рызлейцев С. И.
Начался этап освоения ракетного комплекса Р-16. Личный состав периодически выезжал на полигон для учебно-боевых пусков. В 1965-1970 годах были отработаны боевые графики подготовки и проведения пусков ракет, уточнён оптимальный состав дежурных смен. На этом этапе большую работу провели офицеры Бритвихин В. Н., Вахтин И. Ф., Гудков Л. В., Балакин В. П., Северин О. В., Остапенко В. В..
Штаб бригады находился в городе Шадринске на 10-й площадке на улице Жданова (сейчас Михайловская) в бывшем учебном корпусе 23-го Шадринского авиационного училища штурманов. К боевым полкам вела бетонная дорога. До самого дальнего полка от города 25 километров. Для строительства дорог, сооружений, зданий и жилых домов для ракетчиков был построен цементный завод. От железнодорожной станции Шадринск до 6-й площадки бригады вела железнодорожная ветка.
В марте 1970 года вошла в состав формируемой 31-й ракетной армии со штабом в Оренбурге.
В связи с мероприятиями обусловленными договорами ОСВ-1 и ОСВ-2 к декабрю 1979 года в 17-й рбр демонтированы и уничтожены все 9 ШПУ Р-16У. В том же году 20 декабря бригада расформирована, а личный состав, жилой фонд, общепромышленное оборудование и материальные средства были переданы в другие соединения 31-й ракетной армии, частично – в народное хозяйство. На её территории разместилась 260-я запасная мотострелковая кадрированная дивизия (в/ч 31636).
Боевые подразделения:
- 703 ракетный полк сформирован в мае 1960 года. В/ч 44093, с ноября 1964 года — в/ч 33218. Позывной «Сирень». Его 1-й дивизион заступил на боевое дежурство 8 июля 1963 года на БСП-11 с 3 шахтными пусковыми установками Р-16 (SS-7) «Шексна-В», После формирования на базе его дивизионов ракетных полков 17-й ракетной бригады, 1-й дивизион сохранил за собой прежнее название полка. Первый командир полка подполковник Б. Н. Беляев, с марта 1964 года подполковник А. Д. Петрунин.
- 46 ракетный полк (сформирован на базе 2-го дивизиона 703 ракетного полка) в/ч 16686, позывной «Клён». Все 3 шахтные пусковые установки Р-16 (SS-7) заступили на боевое дежурство 30 марта 1964 года ещё в составе 703-го ракетного полка (БСП-12) с 3 шахтными пусковыми установками Р-16 «Шексна-В». В 1970 г. полком командовал  полковник Салоутин Иван Григорьевич. Полк снят с боевого дежурства в 1977 году и расформирован в 1979 году вместе с 17-й ракетной бригадой.
- 49 ракетный полк (сформирован на базе 3-го дивизиона 703 ракетного полка) в/ч 22147, позывной «Липа». Полк дислоцировался на БСП-13 с 3 шахтными пусковыми установками Р-16 (SS-7) «Шексна-В» заступил на боевое дежурство 3 марта 1965 года. Полк снят с боевого дежурства в 1977 году и расформирован в 1979 году. Первый командир полка подполковник А. Ш. Адейшвили.

Подразделения обеспечения:
- Ремонтно-техническая база;
- Техническая позиция;
- Отдельный узел связи.

Военнослужащие, занесённые в книгу почёта Военного совета ракетных войск:
| Капитан АРТАМОШКИН Валентин Васильевич | Начальник отделения подготовки и пуска | 1970 год |
| Капитан ТУШЕВ Владимир Пантелеевич     | Командир роты охраны полка             | 1972 год |
| Майор СИДЕЛЕВ Николай Николаевич       | Командир группы пуска                  | 1973 год |
| Майор ТЕТЕРЕВЕНКОВ Валентин Петрович   | Командир группы пуска                  | 1976 год |

Части и подразделения бригады, занесённые в книгу почёта Военного совета ракетных войск:
| Полковник ЛЕСНИКОВ Иван Михайлович     | ртб                  | 1967 год |
| Капитан ОСТАПЕНКО Виктор Алексеевич    | Группа пуска         | 1968 год |
| Майор ДОЛНЫКОВ Владимир Константинович | Группа заправки      | 1970 год |
| Майор АРСЕНЬЕВ Евгений Алексеевич      | Группа заправки      | 1971 год |
| Майор КОРКИН Николай Васильевич        | Технич. группа полка | 1975 год |

## Командование[1]
- полковник Рызлейцев Сергей Иванович
- полковник Шигорин Михаил Александрович
- полковник Ломоносов Владимир Николаевич .

## Вооружение
Соединение заступило на боевое дежурство с ракетным комплексом Р-16У (8К64У).
Были построены 3 шахтных пусковых комплекса «Шексна-В» группового старта, каждый из которых имел по 3 ШПУ с ракетами на боевом дежурстве.